# Edzo Toxopeus
Edzo Hendrik Toxopeus (Amersfoort, 19 febbraio 1918 – Oegstgeest, 23 agosto 2009) è stato un politico olandese, esponente del Partito Popolare per la Libertà e la Democrazia (VVD).

## Biografia
Dopo aver ottenuto il diploma di maturità a Breda frequentò l'Università di Utrecht, dove si laureò nel 1942. Da allora fino al 1959 praticò la professione forense a Breda. Nel frattempo, dall'ottobre 1944 all'agosto 1945 fu a capo dell'ufficio legale della commissione militare di Breda. Dal 1949 al 1959 servì come consigliere comunale del Partito Popolare Liberale a Breda.
Nel 1956 venne eletto alla Camera Bassa degli Stati Generali e vi sedette per tre anni, fino al 1959. In seguito si dimise per diventare, a partire dal 19 maggio 1959, ministro dell'interno nei gabinetti De Quay e Marijnen, incarico che ricoprì fino al 14 aprile 1965. Una volta uscito dal governo tornò alla Camera Bassa, dove stette fino al 1969 e nell'ambito della quale fu capogruppo del Partito Popolare Liberale a partire dal 1966.
Dal 1970 al 1980 fu Regio Commissario per la Provincia di Groninga e, dal 1988, fu nominato componente del Consiglio di Stato dalla regina Beatrice che, il 18 gennaio 1985, lo insignì anche del titolo (onorifico nei Paesi Bassi) di ministro di Stato. Per quattro anni, dal 1966 al 1970, svolse anche le funzioni di presidente dell'Internazionale Liberale.